# Fakin
Fakin je priimek v Sloveniji, ki ga je po podatkih Statističnega urada Republike Slovenije na dan 1. januarja 2010 uporabljalo 289 oseb in je med vsemi priimki po pogostosti uporabe uvrščen na 1376. mesto.

## Znani nosilci priimka
- Albin Fakin (1898—1979), harmonikar, glasbeni pedagog
- Anton Fakin (1885—1963), učitelj, šolnik, biolog, publicist
- Boris Fakin (psevdonim Igor Torkar) (1913—2004), kemik, književnik
- Božo Fakin (+ 2012), zdravnik dermatovenerolog
- Darinka Fakin (r. Pislak) (*1961), tekstilna strokovnjakinja, univ. profesorica; več mandatov županja Majšperka
- Jasna Fakin Bajec (*1977) etnologinja (kulturna in stavbarska dediščina Krasa)
- Franc Fakin, žrtev spopada z Orjuno v Trbovljah leta 1924
- Milan Fakin (1895—1973), gradbeni inženir, projektant mostov, statik
- Miran Fakin, primorski glasbenik, kitarist ?
- Roman Fakin (1932—2023), fizikalni kemik, šolnik
- Romeo Fakin (novo i. Romeo Strojnik) (1887—1959), strojnik, prof.
- Samo Fakin (*1957), javnozdravstveni delavec, minister za zdravje
- Vida Fakin-Lojk (1915—2001), slikarka

### Umetnost
- Fakin, vodomet znameniti rimski govoreči kip